# In from the Side
In from the Side (bra: Ao Seu Lado) é um filme de drama romântico esportivo britânico de 2022, dirigido por Matt Carter e escrito por Carter e Adam Silver. O filme, que apresenta Alexander Lincoln e Alexander King, conta a história dos jogadores de rúgbi Mark e Warren de um clube de rúgbi gay dividido e sem dinheiro, que involuntariamente entram em um caso adúltero, mas devem esconder seus sentimentos crescentes ou correm o risco de destruir o clube que eles amam. Carter estava envolvido com rugby inclusivo há 8 anos quando o filme foi lançado.
Foi lançado no Reino Unido em 16 de setembro de 2022. Foi lançado nos EUA em 20 de janeiro de 2023. No Reino Unido foi classificado como 15. Foi lançado na Netflix do Reino Unido em 28 de março.

## Elenco
- Alexander Lincoln como Mark Newton
- Alexander King como Warren Hunt
- William Hearle como Henry Michaels
- Christopher Sherwood como Jimmy
- Carl Loughlin como Gareth
- Peter McPherson como John Penrose
- Pearse Egan como Pinky
- Ivan Comisso as Carlos
- Alex Hammond como Richard
- Chris Garner como Stuart
- Mary Lincoln como Alice Newton
- Nigel Fairs como Leonard Newton
- Frank Assi como Neil
- Tom Murphy como Barry
- Kane Surry como Olli
- Steve Brockman como capitão da equipe Cardiff Draconians

## Antecedentes e lançamento
In from the Side foi parcialmente financiado por meio de um modelo de financiamento colaborativo.
O filme foi exibido no BFI Flare Festival em 2022. Observou-se que é incomum para um filme LGBT, pois os temas sair do armário ou a homofobia não estão no filme.
Fez parte da seleção oficial do festival de cinema LGBT de Dayton em 2022. Foi selecionado para o festival Outfilm Posnânia. O filme também foi exibido no Festival de Cinema Gay e Lésbico de Hong Kong em 2022 e no Inside Out Toronto LGBT Film Festival.

## Críticas
No site agregador de resenhas Rotten Tomatoes, 54% das 13 resenhas dos críticos são positivas, com uma classificação média de 5,90/10. O Metacritic, que utiliza uma média ponderada , atribuiu ao filme uma pontuação de 42 em 100, com base em 6 críticos, indicando "críticas mistas ou médias".
Pip Ellwood-Hughes em Entertainment Focus descreveu-o como In from the Side oferece um vislumbre da vida de um grupo de amigos que jogam rugby juntos e por acaso são gays. É diferente de praticamente todos os outros filmes que já vi nos últimos anos que se enquadra no âmbito LGBTQ+, e não é uma surpresa que o filme esteja sendo abraçado pela corrente dominante. Com personagens bem escritos, uma história verdadeiramente envolvente e atuações fortes, 'In from the Side é sem dúvida o melhor filme gay lançado há algum tempo, e também é um dos melhores filmes que vi o ano todo."
Cath Clarke, do The Guardian, deu ao filme 3 de 5 estrelas, descrevendo "O cenário da equipe de Londres é incrivelmente bem feito, mas o romance monótono no centro do filme de Matt Carter supera em muito o seu bem-vindo." Xan Brooks, também do The Guardian, criticou-o como um "roteiro trabalhoso".

## Prêmios
- Indicado para Melhor Primeiro Longa-Metragem no Frameline Film Festival 2022.
- Vencedor de Melhor Primeira Narrativa e Melhor Ator no FilmOut San Diego Film Festival 2022[carece de fontes?]
- Vencedor do prêmio de melhor longa-metragem narrativo do público no Out On Film Film Festival Atlanta 2022[19]
- Vencedor de melhor longa narrativo no ReelQ Pittsburgh Film Festival 2022[20]
- Vice-campeão de melhor longa-metragem no OutShine Film Festival Fort Lauderdale 2022[21]